# Kanton Lanouaille
Lanouaille is een voormalig kanton van het Franse departement Dordogne. Het kanton maakte deel uit van het arrondissement Nontron. Het werd opgeheven bij decreet van 21 februari 2014, met uitwerking op 22 maart 2015. De gemeenten werden opgenomen in het nieuwe kanton Isle-Loue-Auvézère, met uitzondering van Nanthiat, die werd opgenomen in het kanton Thiviers.

## Gemeenten
Het kanton Lanouaille omvatte de volgende gemeenten:
- Angoisse
- Dussac
- Lanouaille (hoofdplaats)
- Nanthiat
- Payzac
- Saint-Cyr-les-Champagnes
- Saint-Sulpice-d'Excideuil
- Sarlande
- Sarrazac
- Savignac-Lédrier